# أكسفورد ستريت
أكسفورد ستريت هو شارع يقع في ناحية الوست اند بالعاصمة البريطانية لندن. يعتبر أشهر شارع للتسوق على الصعيد الأوربي غير منازع، ويمر به نحو نصف مليون شخص يوميا.

## وصف
يمتد الشارع لنحو 1.2 ميل (1.9 كيلو)، ويبدأ غربا من ماربل آرج (عند تلاقي اجور رود وبارك لين)، ويتجه شرقا ليتقاطع مع نيو بوند ستريت ثم ينتهي عند التقاطع مع ريجنت ستريت.

## تسوق
بالرغم من التنافس المتزايد من المراكز التجارية من أمثال وستفيلد، ما زال الشارع مرغوبا عند أصحاب المحلات. كما أن الكثير من المتاجر المعروفة ترغب في وضع فرعها الأساسي في أكسفورد ستريت - من أمثال سيلفريدجز وجون لويس والـ اتش ام في وغيرها - وفيها تطلق معروضاتها الجديدة أو تعلن بداية موسم التخفيضات.
يضم الشارع أكثر من 300 محل تجاري. وفي عام 2013 م وصلت المبيعات في الشارع إلى أرقام قياسية تقدر بنحو 5 مليارات جنيه إسترليني (نحو 8 مليارات دولار). ويعد هذا الرقم ضخما ويفوق حتى عائدات الكثير من دول العالم في مدة سنة، ويعادل عائدات مدينة برمنغهام بأكملها، وهي ثاني أكبر مدينة في إنكلترا، كما يعادل مرتين ونصف المرة عائدات متجري «وستفيلد» العملاقين في شرق لندن وغربها.
وفي السنوات القليلة الماضية، ظهر متجر «برايمارك» - المعروف بأسعاره الرخيصة نسبيا - وبدأ ينافس المتاجر الكبيرة في الشارع من أمثال «سيلفردجز». وتمثل مبيعات «برايمارك» نحو 15% من مبيعات شارع أكسفورد.

## مواصلات

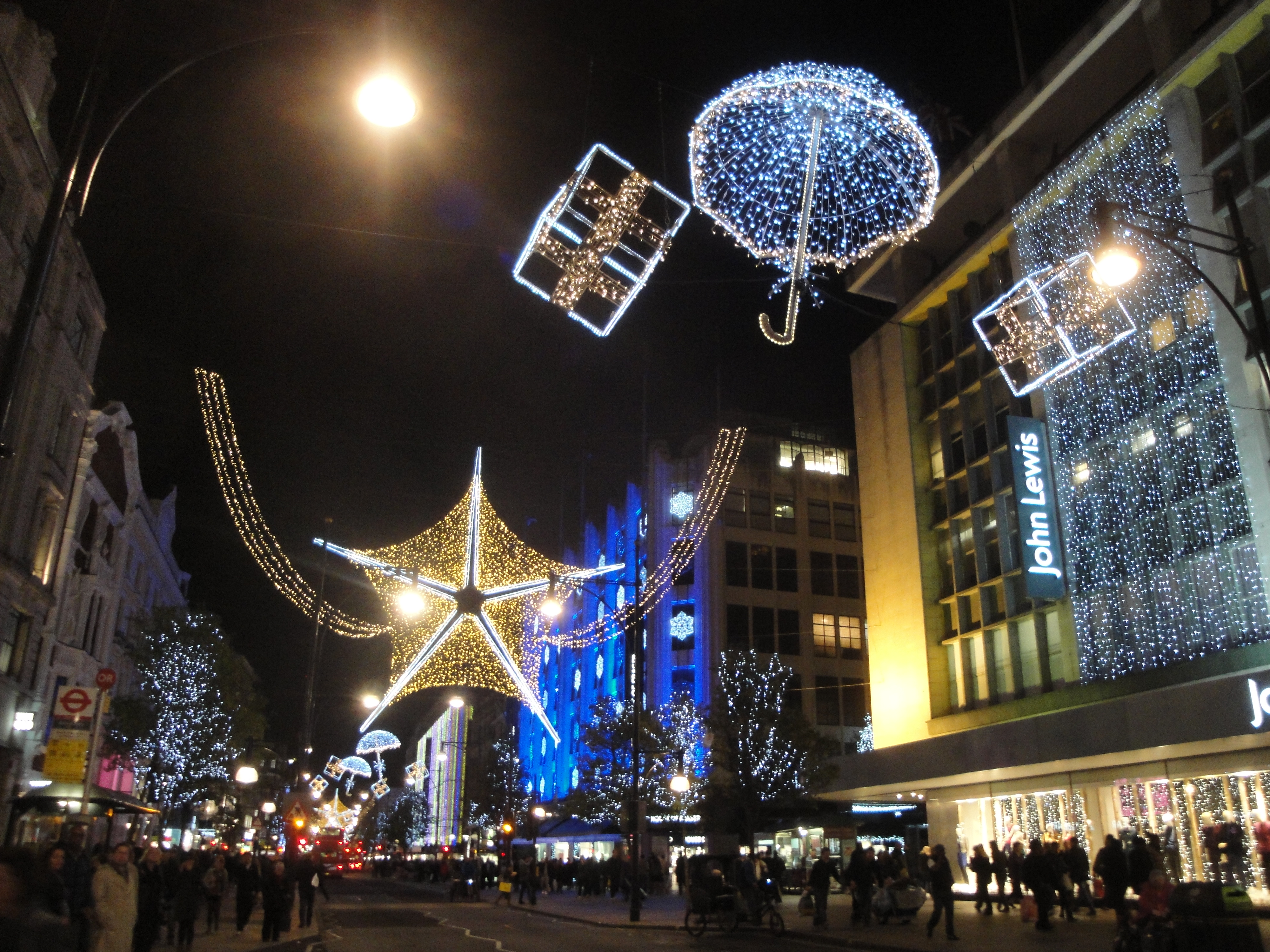
أكسفورد ستريت في فترة أعياد رأس السنة 2011 م.

يمر بالشارع أربع محطات مترو (الأندرغراوند)، هي (ابتداء من جهة الشرق):
- ماربل آرج
- بوند ستريت
- أكسفورد سركيس
- توتنهام كورت رود

وحين ينتهي العمل على مشروع كروس-ريل ، وهدفه ربط شرق لندن بغربها عبر نفق جديد للقطارات، ستضاف محطتان جديدتان في أكسفورد ستريت، وتحديدا عند البوند ستريت وتوتنهام كورت رود.
بسبب كثرة مرور الباصات والسيارات، تعد نسبة تلوث الهواء في أكسفورد ستريت عالية بالمقاييس الأوربية. في منتصف عام 2016 م، أعلن مكتب عمدة لندن أن الشارع سيصبح خالياً تماماً من السيارات بحلول 2020 م، وذلك ضمن خطط العمدة صديق خان للتخفيف من حدة التلوث. ومن المخطط أن يمتد حظر السيارات من شارع توتنهام كورت عبر محل سلفريدج وإلى مدخل محطة مترو بوند ستريت.